# If We Ever Meet Again
"If We Ever Meet Again" là một ca khúc thuộc thể loại nhạc pop-dance được trích từ album phòng thu thứ ba mang tên Shock Value II của ca sĩ-nhà sản xuất Timbaland. Bài hát được phát hành như một đĩa đơn thứ 2 trên toàn thế giới của album. "If We Ever Meet Again" cũng là đĩa đơn cuối cùng phát hành tại Mỹ. Bài hát có sự hợp tác và góp mặt của ca sĩ nhạc pop Katy Perry. Một chuyến lưu diễn nhằm hỗ trợ cho album cũng được Timbaland tiến hành từ ngày 15/1 tại Virginia. Trước khi kết thúc tour diễn này vào ngày 3/2 tới tại Dallas, Timbaland sẽ dừng lại ở các thành phố lớn như Chicago, Denver, Boston và New York.

## Video âm nhạc
Video "If We Ever Meet Again" được quay trong tháng 12 năm 2009. Bài hát được bấm máy dưới sự hướng dẫn của Allen, người trước đó đã đạo diễn hai ca khúc "Morning After Dark" và "Say Something" nằm trong album "Shock Value II" . Tâm sự về ca khúc này Timbaland cho biết: "Tôi muốn làm một điều gì đó sâu sắc. Tôi không biết liệu đó có phải là một mối quan hệ. Tôi muốn nói rằng cô gái đó đã cứu sống cuộc đời tôi dù tôi phải đối mặt với nhiều thăng trầm như nghiện ngập, giảm cân,... Liệu cô ấy có ở đâu đó quanh tôi nếu tôi lại được một lần gặp lại cô ấy." . Nếu xem clip bạn sẽ thưởng thức một đoạn phim ngắn có nội dung về một vụ trộm tại bảo tàng mà nữ nhân vật xinh đẹp chính là kẻ tình nghi số 1.
Video được công chiếu vào ngày 18 tháng 1 năm 2010 và đến ngày 19 tháng 1 mới được trình chiếu trên các kênh âm nhạc tại Vương quốc Anh , clip đã giành vị trí quán quân trên nhiều bảng xếp hạng của kênh video âm nhạc. Nội dung video thay vì tập trung vào một mối quan hệ nghiêm túc, như đã nói ở trên, thì clip lại phần lớn đề cập đến câu chuyện tình yêu giữa một tên trộm (Julian Graham) với một kẻ trộm tác phẩm nghệ thuật (Nadine Heimann), xen kẽ với những cảnh xuất hiện của Katy Perry và Timbaland. Trong phiên bản gốc của video, Katy Perry xuất hiện xinh đẹp trong một bộ đồ bó màu đen tương phản với trắng, khi đó trong toàn bộ phần video thì Timbaland khoác một chiếc áo dài ngoài và một chiếc quần màu nâu. Video kết thúc với cảnh một nhóm những tên trộm đã ăn cắp tất cả các tác phẩm nghệ thuật và đồ trang sức.

## Danh sách ca khúc và định dạng
Digital download single
1. "If We Ever Meet Again" - 4:52

UK CD single
French CD single
1. "If We Ever Meet Again" (International Radio Edit) - 3:58
2. "If We Ever Meet Again" (Digital Dog Radio Remix) - 3:35

UK Digital EP
1. "If We Ever Meet Again" (International Radio Edit) - 3:58
2. "If We Ever Meet Again" (Digital Dog Radio Remix) - 3:26
3. "If We Ever Meet Again" (Chew Fu Deja Fix) - 5:07
4. "If We Ever Meet Again" (Starsmith Remix) - 5:21

UK Promo CD single
1. "If We Ever Meet Again" (Radio Edit) - 3:58
2. "If We Ever Meet Again" (Album Verson) - 4:53
3. "If We Ever Meet Again" (Instrumental) - 4:22

## Diễn biến trên các bảng xếp hạng, xếp hạng và doanh số chứng nhận
Vào ngày 28 tháng 1 năm 2010, "If We Ever Meet Again" xuất hiện trên bảng xếp hạng Irish Singles Chart tại Ireland ở vị trí thứ 15 và đến tuần sau đó, ca khúc tăng lên đến vị trí thứ 3. Ngày 31 tháng 1 năm 2010, đĩa đơn lọt vào UK Singles Chart tại vị trí 17 và một tuần sau đó nhảy vọt lên đến vị trí thứ 3. Bài hát đã đứng đầu bảng xếp hạng tại New Zealand trong vòng 4 tuần. Ca khúc xuất hiện ban đầu trên bảng xếp hạng Billboard Hot 100 tại vị trí 98 và leo lên đến vị trí thứ 37, trở thành đĩa đơn thứ ba có thứ hạng cao nhất tại Hoa Kỳ nằm trong album Shock Value II.

### Xếp hạng
| Bảng xếp hạng (2009/2010)                              | Vị trí cao nhất |
| ------------------------------------------------------ | --------------- |
| Úc (ARIA)                                              | 9               |
| Áo (Ö3 Austria Top 40)                                 | 10              |
| Bỉ (Ultratop 50 Flanders)                              | 12              |
| Bỉ (Ultratop 50 Wallonia)                              | 12              |
| Canada (Canadian Hot 100)                              | 4               |
| LỖI: PHẢI CUNG CẤP week CHO BẢNG XẾP HẠNG Cộng hòa Séc | 1               |
| Đan Mạch (Tracklisten)                                 | 22              |
| Châu Âu Hot 100 Singles (Billboard)                    | 10              |
| Phần Lan (Suomen virallinen lista)                     | 11              |
| Pháp (SNEP)                                            | 5               |
| Pháp Download (SNEP)                                   | 4               |
| Đức (GfK)                                              | 9               |
| Hungary (Rádiós Top 40)                                | 33              |
| Ireland (IRMA)                                         | 3               |
| Ý (FIMI)                                               | 10              |
| Hà Lan (Single Top 100)                                | 27              |
| New Zealand (Recorded Music NZ)                        | 1               |
| Na Uy (VG-lista)                                       | 7               |
| Ba Lan (ZPAV)                                          | 3               |
| LỖI: PHẢI CUNG CẤP week CHO BẢNG XẾP HẠNG Slovakia     | 6               |
| Tây Ban Nha (PROMUSICAE)                               | 7               |
| Thụy Sĩ (Schweizer Hitparade)                          | 7               |
| Anh Quốc (OCC)                                         | 3               |
| Hoa Kỳ Billboard Hot 100                               | 37              |
| Hoa Kỳ Pop Airplay (Billboard)                         | 25              |

| Bảng xếp hạng (2010)     | Vị trí |
| ------------------------ | ------ |
| Australian Singles Chart | 58     |
| Austrian Singles Chart   | 49     |
| Flanders Singles Chart   | 80     |
| Wallonia Singles Chart   | 53     |
| Canadian Hot 100         | 29     |
| European Hot 100 Singles | 31     |
| German Singles Chart     | 70     |
| Italian Singles Chart    | 37     |
| Dutch Top 40             | 52     |
| Romanian Airplay Chart   | 98     |
| Russian Love Radio Chart | 13     |
| Spanish Singles Chart    | 48     |
| UK Singles Chart         | 37     |

| Quốc gia    | Chứng nhận (Theo doanh số) |
| ----------- | -------------------------- |
| Australia   | Bạch kim                   |
| Ý           | Vàng                       |
| New Zealand | Bạch kim                   |
| Tây Ban Nha | Vàng                       |

## Lịch sử phát hành
| Ngày                | Quốc gia       |
| ------------------- | -------------- |
| 1 tháng 12 năm 2009 | Hoa Kỳ (promo) |
| 15 tháng 2 năm 2010 | Anh            |
| 16 tháng 2 năm 2010 | Hoa Kỳ         |
| 22 tháng 2 năm 2010 | Pháp           |
| 26 tháng 2 năm 2010 | Đức            |